# Vaukavisk
Vaukavisk (belarús Ваўкавыск; polonès Wołkowysk; Łacinka: Vaŭkavysk rus: Волковыск) és una ciutat de la província de Hrodna, a Belarús, que el 2021 tenia 42.746 habitants. És la seu administrativa del districte homònim.

## Nascuts a la ciutat
- Dawid Janowski (1868-1927), jugador d'escacs.
- Benjamin Blumenfeld (1884-1947), jugador d'escacs soviètic.
- Aleksandr Dediuixko (1962-2007), actor rus.